# Pseudostedes sedlaceki
Pseudostedes sedlaceki là một loài bọ cánh cứng trong họ Cerambycidae.